# 高田六郎

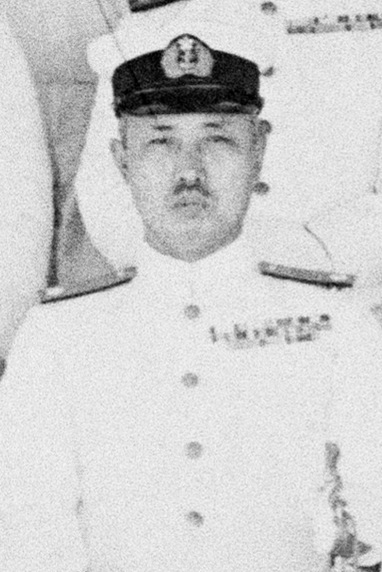
1943年着海军少将军装的高田六郎

高田六郎（1887年4月7日—1943年4月18日  ）是一名旧日本帝国海军军人和医师，其最终军衔是海军军医总监。

## 生平
1887年（明治20年），高田六郎出生于茨城县。 从旧制水户中学校毕业后， 高田于1912年（大正元年）9月以海军军医学生的身份进入千叶医学专门学校学习。  1916年（大正5年）5月，学成毕业的高田六郎被授予海军少军医（相当于海军少尉）的军衔， 并进一步进入海军军医学校作为“乙种学生”深造。  
高田六郎先是被分配到横须贺海军工厂的医务部任职，然后先后担任了巡洋舰大井和球磨上的军医长。之后几年，高田也曾在吴海军医院和吴海军工厂任职。1937年（昭和12年），高田晋级为海军军医大佐 并到海军兵学校担任军医长和教官  。次年，高田被指派为支那方面舰队及第三舰队军医长。  1942年（昭和17年）11月，高田晋升为海军军医少将， 随后就任联合舰队军医长。  
1943年（昭和18年）4月，高田六郎陪同联合舰队司令山本五十六视察前线。返航途中，山本乘坐的一式陆攻飞机被P-38闪电战斗机击落（海军甲事件），高田也同山本一道命丧黄泉   。由于战死前线，殉职的高田被追晋为海军军医中将。  